# JOY (TRFの曲)
「JOY」（ジョイ）はavex traxより1999年2月3日に発売されたTRF23枚目のシングル。

## 解説
テレビ朝日系『土曜ワイド劇場』エンディングテーマ。カップリング曲『Reason of love』はアルバム未収録。2006年、倖田來未がYU-KIとのデュエットの形でカバー。「JOY -meets Koda Kumi-」のタイトルでTRFのアルバム『Lif-e-Motions』、及び倖田の2009年リリースのアルバム『OUT WORKS & COLLABORATION BEST』に収録された。
小室哲哉プロデュース離脱後としてはセールス面にも恵まれていなかったが、ドラマのタイアップ効果もあってかライブでも頻繁に披露されており、セルフプロデュース時代の中で代表曲の一つとして挙げられている。

## 収録曲
1. JOY
  - 作詞：YŪKI & 工藤順子／作曲・編曲：原一博
2. Reason of love
  - 作詞・作曲：DJ KOO／編曲：DJ KOO & TAKAHIRO TASHIRO（MST）
3. JOY（instrumental）
4. Reason of love（instrumental）

## 収録アルバム
JOY
- 『LOOP＃1999』
- 『TRF 15th Anniversary BEST -MEMORIES-』
- 『TRF 20TH Anniversary COMPLETE SINGLE BEST』

## カバー
JOY
- 高田馬場ジョージGS（CV.小林竜之） - 2019年7月10日発売予定のシングル『KING OF PRISM -Shiny Seven Stars- マイソングシングルシリーズ 高田馬場ジョージ』に収録。テレビアニメ『KING OF PRISM -Shiny Seven Stars-』第5話エンディングテーマ。